# Даунс, Лила
Лила Даунс (исп. Lila Downs, полное имя Ana Lila Downs Sánchez, 19 сентября 1968, Эройка-Сьюдад-де-Тлахьяко, Оахака, Мексика) — мексиканская певица и композитор, поющая на многих языках; преимущественно на испанском и английском. С начала 2000-х она представляет традиционную мексиканскую музыку и свои оригинальные композиции, в которых проявляются элементы блюза, джаза, соул-музыки, африканских ритмов и даже еврейской музыки клезмер. Лауреат премии Grammy Awards и двух премий Latin Grammy Awards.
Выступает в сопровождении группы La Misteriosa (среди участников Пол Коэн (Paul Cohen), её партнёр, продюсер и муж), представляет разные культуры и играет на разных инструментах.

## Биография
Лила Даунс родилась в штате Оахака (Мексика), в семье певицы кабаре Аниты Санчес (индианки из народа миштеков) и Алена Даунса, профессора кинематографии из Миннесоты. Росла в Оахаке, в Калифорнии, а позже жила в Миннесоте, где она окончила Университет Миннесоты по специализации вокальное искусство и антропология.
В её музыке присутствуют мотивы cumbia (колумбийские традиционные танцевальные мотивы с элементами рока), рэп-поэзии, бит-движения, и даже писк игуаны.
Снимается в кино («The Life and Times of Frida Kahlo», 2005).

## Дискография

### Студийные альбомы
- 1994: Ofrenda
- 1998: Trazos
- 1999: La Sandunga
- 2000: Tree of Life (Árbol de la vida)
- 2001: Border (La Línea)
- 2004: One Blood (Una Sangre)
- 2006: La Cantina
- 2008: Shake Away (Ojo de Culebra)
- 2011: Pecados y Milagros
- 2015: Balas y Chocolate

### Концертные альбомы
- 1996: Azuláo: En vivo con Lila Downs
- 2010: En París — Live a FIP

### Компиляции
- 2007: The Very Best of Lila Downs (El alma de Lila Downs)

### EP
- 2007 Live Session
- 2010 Chacala

### DVD
- 2007: Loteria Cantada
- 2008: El Alma de Lila Downs
- 2010: En París- Live a FIP